# Megan Brigman
Megan L. Brigman (* 7. November 1990 in Laurinburg, North Carolina) ist eine US-amerikanische Fußballspielerin, die zuletzt in der Saison 2014 beim Seattle Reign FC in der National Women’s Soccer League unter Vertrag stand.

## Karriere
Während ihres Studiums an der University of North Carolina at Chapel Hill spielte Brigman von 2009 bis 2013 für die dortige Universitätsmannschaft der North Carolina Tar Heels, fiel jedoch im Jahr 2012 aufgrund eines im ersten Saisonspiel erlittenen Beinbruchs längere Zeit aus. Im Januar 2014 wurde sie beim College-Draft der NWSL in der zweiten Runde an Position 17 von der Franchise des Seattle Reign FC unter Vertrag genommen und debütierte dort am 19. Juni 2014 bei einem Auswärtssieg gegen die Boston Breakers als Einwechselspielerin. Vor Saisonbeginn 2015 wurde Brigman von Seattle freigestellt.